# Победа (Плевенская область)
Победа (болг. Победа) — село в Болгарии. Находится в Плевенской области, входит в общину Долна-Митрополия. Население составляет 584 человека.

## Политическая ситуация
В местном кметстве Победа, в состав которого входит Победа, должность кмета (старосты) исполняет Валентин  Пелов Димитров (Болгарская социалистическая партия (БСП)) по результатам выборов правления кметства.
Кмет (мэр) общины Долна-Митрополия — Александр  Пенков Печеняков (Болгарская социалистическая партия (БСП)) по результатам выборов в правление общины.